# FripSide
fripSide es un grupo japonés de synthpop, formado actualmente por el compositor y teclista; Satoshi Yaginuma (八木沼悟志), y la vocalista, también seiyu, Yoshino Nanjō. Desde su formación en el año 2002, Nao ocupó el puesto de vocalista hasta que a finales del año 2009, abandonó la banda para empezar una carrera en solitario.

## Miembros

### Miembros principales
- Satoshi Yaginuma (Sat) (Composición, arreglos, letras, programación, teclados y guitarra)
- Yoshino Nanjō (Voz y letras) - Vocalista desde julio del año 2009.

### Equipo de sonido
- Kenji Arai (director de sonido)
- Takumi Okamoto (director de sonido)
- masa (coros, sintetizador)
- Maya (guitarra)
- Takahiro Toguchida (guitarra)
- a2c (guitarra)
- Shinichiro Yamashita (letras)
- Graphica3810 (diseño)
- Kula (management)
- riko (Coros)

### Antiguos miembros
- Nao (Voz y letras) - abandonó el grupo en marzo del año 2009

## Historia

### Comienzos (2002-2006)
Tanto Sat, como Nao, los entonces integrantes de la banda, eran fanes de Tetsuya Komuro tanto en su etapa con TM Network como en su posterior proyecto Globe.
Cuando el grupo empezó definitivamente su actividad, entraron a formar parte de Muzie, una comunidad de música indie y amateur. Dentro de dicha comunidad el grupo publicó sus primeros tres álbumes de estudio. Desde entonces, el grupo, fue ascendiendo dentro de la escena indepenidente japonesa y se convirtió en uno de los grupos a tener en cuenta dentro del synthpop japonés. Fue en este momento del grupo cuando fue compuesta "Distant moon", la primera canción de la banda, que es además considerada por Satoshi Yaginuma, la canción más representativa de esta.
Durante esta etapa, que abarca desde el año 2002 hasta el 2006, el grupo llegó a vender más de 6.000 discos, cifra bastante alta teniendo en cuenta su condición de grupo indie.

### Etapa de Visual Arts (2006-2008)
En el año 2006, el grupo entró a formar parte de Visual Arts, un holding empresarial que abarca muchas compañías creadoras de videojuegos para adultos, así como empresas de producción de música para este tipo de juegos. Desde entonces el grupo comenzó a publicar sus discos con el sello Elseena music entertainment, asociado al grupo ante mencionado, suponiendo por lo tanto su entrada en la subcultura de las novelas visuales.
El grupo estreno esta etapa con un recopilatorio de sus mejores canciones de su época dojin desde su formación en el año 2002 hasta el 2006, siendo su primera publicación en el circuito musical comercial japonés.
La primera canción propiamente dicha que el grupo grabó en el comienzo esta nueva época de la banda fue "Brave new world", canción que fue inserta en "JERUSALEM", uno de los tres CD Drama de Planetarian, el cuarto juego creado por la prestigiosa compañía Key creadora de juegos tan importantes como Kanon o CLANNAD entre otras muchas producciones. Esta canción fue incluida en Binarydigit, el primer disco de estudio fripSide en Visual Arts. Desde ese momento, muchas de sus canciones fueron usadas en los videojuegos antes mencionados.
A finales del año 2008, fripSide, publicó "Spilt Tears", su segundo disco de su etapa comercial, que fue publicado esta vez con la discográfica; Pony Canyon. Casi todas las canciones de aquel disco fueron utilizadas como temas de apertura o cierre de novelas visuales. Dentro de estas canciones destaca: Before dawn daybreak, utilizado en el eroge del mismo nombre.
En lo referente a su estilo musical, el grupo permaneció fiel a su estilo, aunque comparación con su etapa anterior, destaca una evolución hacia un sonido más oscuro y agresivo algo más cercano al Trance, todo ello sin dejar de lado su naturaleza Tecno-pop, lo cual no les impidió sacar un disco de canciones "Denpa" titulado "Rabbit syndrome", caracterizado por contener canciones con un sonido casi infantil, pero con letras muy explícitas sexualmente hablando.
En total, el grupo llegó a publicar otros tres álbumes y un sencillo durante esta etapa. El sencillo, cuyo título es; "Flower of bravery", el cual salió bajo el sello de 5pb., supuso el primer contacto del grupo con el mundo del Anime, pues la canción titular fue usada en la serie "Koihime Musou".

### La marcha de Nao y la entrada de Yoshino (2008-2010)
A finales del 2009, justo después de grabar su último disco hasta entonces, Nao anunció que había abandonado el grupo para comenzar su carrera en solitario, mientras que Sat, el compositor, quiso continuar con el proyecto. Finalmente, una actriz de doblaje, Yoshino Nanjou, decidió entrar a formar parte del grupo como vocalista.
A pesar del cambio de formación, el grupo comenzó a ganar popularidad, pues el sello discográfico, Geneon Entertainment, una gran compañía, se interesó en ellos, les reclutó, y se les pidió que interpretaran la canción de apertura de la serie de anime: To Aru Kagaku no Railgun, un spin-off de To Aru Majutsu no Index, de este modo, el sencillo "Only my railgun" salió a la luz y llegó a alcanzar el tercer puesto en la lista de ventas japonesa vendiendo 50.000 copias en total.
Aquel éxito, hasta entonces desconocido para ellos se repitió el año siguiente con "Level 5 ~Judgelight~", segundo opening de la serie antes dicha y "Future gazer", canción de apertura de las OVAs de la misma serie. Todo ello supuso el reconocimiento a los siete años de trayectoria de la banda.
A finales del 2010, salió al mercado "Infinite synthesis", que es el séptimo álbum en total, y el primero publicado con Geneon. Este álbum contenía las canciones que formaban parte de los tres sencillos que habían publicado hasta entonces; y como es habitual, fue publicado en una edición regular solo de CD y una edición especial de CD y DVD, conteniendo este último, el video promocional de "Everlasting", una de las canciones originales del disco.

### Decade (2010-2012)
A mediados del año 2011, se anunció el que sería el cuarto maxisencillo del grupo con su discográfica. El nombre del sencillo, fue llamado como "Heaven is a place on earth" será utilizado como ending de la película de Hayate no Gotoku! Heaven is a place on earth (Película que llevó el mismo nombre del sencillo) y fue publicado el 24 de agosto de 2011.
A finales del mismo año, concretamente, el día 29 de diciembre, con motivo del Comiket de Tokio, fripSide publicó un recopilatorio de canciones utilizadas en juegos para PC.
Poco después, cerrando el año 2011, el grupo publicó su quinto sencillo con Geneon y sexto en total, titulado "Way to answer", que fue utilizada como canción de apertura del juego para PSP de la franquicia de To Aru Kagaku no Railgun.
En agosto de 2012, tanto en el blog de Yoshino como en el de Sat se anunció el segundo álbum de estudio de fripSide con Geneon y octavo en total,  titulado "Decade", cuyo título conmemora décimo aniversario del grupo. El lanzamiento sería el 5 de diciembre de 2012. Para ese nuevo trabajo, el grupo volvió a contar de nuevo con Nao, la antigua vocalista, con la cual interpretaron "Decade", la canción que abre el álbum. Al igual que el disoc anterior, este contó con una buena recepción en lo que respecta a las ventas.

### Nuevos proyectos (2012-2013)
Tras la publicación de "Decade", la banda prosiguió con su actividad, y pronto anunciaron que habían sido de nuevo escogidos para interpretar la canción de apertura de la segunda temporada de To aru Kagaku no railgun. El sencillo, cuyo título es Sister's noise, sería publicado el ocho de mayo del 2013.

## Discografía

### Álbumes
- 2002: 1st oddysey of fripSide
- 2004: 2nd fragment of fripSide
- 2005: 3rd reflection of fripSide
- 2007: Bynarydigit
- 2008: Split tears
- 2009: Rabbit syndrome
- 2010: Infinite synthesis
- 2012: Decade
- 2014: Infinite synthesis 2
- 2016: Infinite synthesis 3
- 2018: Infinite synthesis 4
- 2019: Infinite synthesis 5

### Sencillos
- 2008: Flower of bravery
- 2009: Only my railgun
- 2010: Level 5/Judgelight
- 2010: Future gazer
- 2011: Heaven is a place on earth
- 2011: Way to answer
- 2013: Sister's noise
- 2013: Eternal reality
- 2014: Black bullet
- 2015: Luminize
- 2015: Two souls -toward the truth-
- 2016: White forces
- 2017: Clockwork Planet
- 2018: Killing Bites
- 2018: Divine Criminal
- 2018: Love with you
- 2020: Final Phase
- 2020: Dual Existence
- 2020: Legendary Future

### Recopilatorios
- 2006: The very best of fripSide
- 2009: Complete antology
- 2011: PC Game Compilation Vol. 1
- 2015: PC Game Compilation Vol. 2
- 2020: The very Best of Fripside 2009 - 2020.
- 2020: The Very Best of fripSide -Moving Ballads-

### enTwitter
- Twitter de Satoshi Yaginuma
- Twitter de Yoshino Nanjo

- Datos: Q168871
- Multimedia: FripSide / Q168871